# Days Go By (album The Offspring)
Days Go By è il nono album in studio del gruppo musicale statunitense The Offspring, pubblicato il 26 giugno 2012 dalla Columbia Records.
Il brano Dirty Magic è una riedizione della canzone omonima presente nel secondo album studio del gruppo, Ignition.
È stato inserito, stando a quanto dichiarato da Dexter Holland in un'intervista, perché i fan attuali generalmente conoscono le canzoni della band a partire da quelle presenti nell'album Smash in poi e non quelle degli album precedenti. Gli "hardcore fan", invece, hanno spesso richiesto che la canzone venisse suonata dal vivo, la quale però non veniva riconosciuta ai concerti da tutta la base, portando all'effetto che l'esecuzione della canzone live risultasse "piatta". Per il gruppo è quindi sembrata una buona idea inserirla nell'album per farla familiarizzare con tutti i sostenitori.
L'album dal 19 giugno 2012 nella sua interezza è disponibile gratuitamente per l'ascolto su Rollingstone.com.
Si tratta del primo album in studio degli Offspring nel quale partecipano sia Pete Parada alla batteria sia Todd Morse come voce d'accompagnamento, mentre è l'ultimo album con Greg K al basso (abbandonerà il gruppo nel 2018).
Ha raggiunto la posizione numero 12 nella classifica Billboard 200.

## Accoglienza
L'album ha ottenuto giudizi contrastanti: AllMusic ha dato all'album un punteggio di due stelle e mezzo su una scala di cinque, indicando che l'album è più che altro per i fan che conoscono già il gruppo e non per chi li ascolta per la prima volta, ed è stato criticato anche per la mancanza di "novità".
Altre recensioni sono state generalmente positive, indicandolo come un album "classico" degli Offspring, composto sia da un pizzico di ballate come già sono state presenti nelle loro ultime produzioni sia da incursioni di punk che si adattano bene nel disco.

## Tracce[3]
Testi e musiche degli Offspring.
1. The Future Is Now – 4:08
2. Secrets from the Underground – 3:10
3. Days Go By – 4:02
4. Turning into You – 3:42
5. Hurting as One – 2:50
6. Cruising California (Bumpin' in My Trunk) – 3:31
7. All I Have Left Is You – 5:19
8. OC Guns – 4:08
9. Dirty Magic – 4:00 – riedizione del brano già presente su Ignition[8][9]
10. I Wanna Secret Family (with You) – 3:02
11. Dividing by Zero – 2:22
12. Slim Pickens Does the Right Thing and Rides the Bomb to Hell – 2:36

### Traccia presente solo nel pre-ordine[22]
1. The Kids Aren't Alright (Live) – 3:05

## Formazione
Gruppo
- Dexter Holland - voce, chitarra
- Greg K - basso, cori
- Noodles - chitarra, cori
- Pete Parada - batteria[5][12]

Altri musicisti
- Josh Freese - batteria in The Future Is Now, Secrets from the Underground, Days Go By, Hurting as One, Cruising California (Bumpin' in My Trunk), All I Have Left Is You, OC Guns e I Wanna Secret Family (with You)
- Todd Morse - cori
- Jamie Edwards - tastiere in The Future Is Now, Days Go By, Cruising California (Bumpin' in My Trunk) e All I Have Left Is You
- Jon Berry - cori aggiuntivi in Secrets from the Underground
- Dani and Lizzy - voce aggiuntiva in Cruising California (Bumpin' in My Trunk)
- Mariachi Sol de Mexico de José Hernandez - mariachi band in OC Guns
- Carlos Gomez - chitarra mariachi aggiuntiva in OC Guns
- Ronnie King - tastiere in OC Guns
- DJ Trust - giradischi in OC Guns

## Classifiche
| Classifica (2012)         | Posizione massima |
| ------------------------- | ----------------- |
| Australia                 | 7                 |
| Austria                   | 6                 |
| Belgio (Fiandre)          | 95                |
| Belgio (Vallonia)         | 44                |
| Canada                    | 4                 |
| Finlandia                 | 34                |
| Francia                   | 18                |
| Germania                  | 5                 |
| Giappone                  | 7                 |
| Italia                    | 23                |
| Nuova Zelanda             | 17                |
| Paesi Bassi               | 56                |
| Portogallo                | 24                |
| Regno Unito               | 43                |
| Repubblica Ceca           | 12                |
| Spagna                    | 22                |
| Stati Uniti               | 12                |
| Stati Uniti (alternative) | 3                 |
| Stati Uniti (rock)        | 4                 |
| Svezia                    | 57                |
| Svizzera                  | 8                 |